# Monchy-le-Preux
Monchy-le-Preux település Franciaországban, Pas-de-Calais megyében. Lakosainak száma 656 fő (2022. január 1.). Monchy-le-Preux Pelves, Boiry-Notre-Dame, Fampoux, Feuchy, Guémappe, Vis-en-Artois és Wancourt községekkel határos.

## Népesség
A település népességének változása:
| Lakosok száma | 678  | 688  | 719  | 651  | 649  | 647  | 657  | 658  | 656  |
|               | 2013 | 2015 | 2016 | 2017 | 2018 | 2019 | 2020 | 2021 | 2022 |